# Howlandön

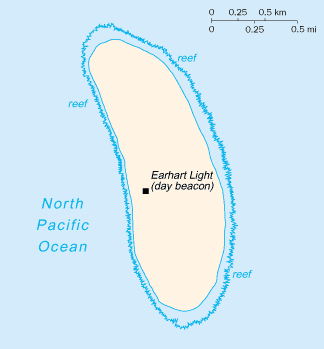
Karta över Howlandön.

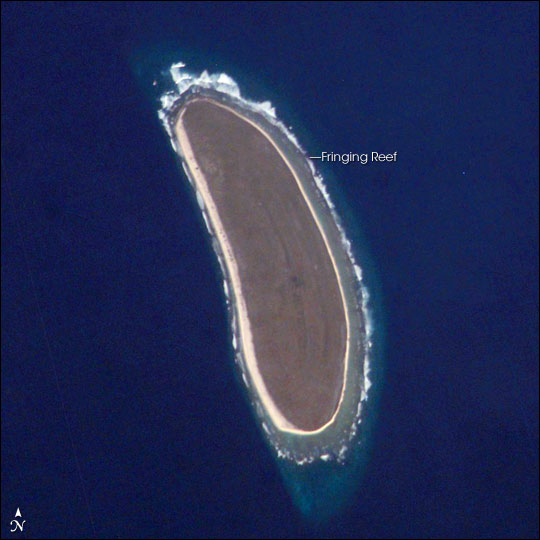
Howlandön.

Howlandön (engelska Howland Island Territory) är ett område inom Förenta staternas mindre öar i Oceanien och Västindien och har tillhört USA sedan den 5 februari 1857 utan att vara en införlivad del av hemlandet. Ön brukar nämnas tillsammans med Bakerön som Baker-Howland öarna då de endast ligger cirka 100 km från varandra.

## Geografi
Ön är en korallö i centrala Stilla havet och har en area på 1,8 km² och den högsta höjden ligger på endast 6 m.ö.h.. Ön täcks till största delen av sand och låg vegetation och saknar helt sötvattenkällor. Den är obebodd och förvaltas direkt från USA genom U.S. Fish and Wildlife Service inom U.S. Department of the Interior och området är numera ett naturskyddsområde.

## Historia
Ön upptäcktes 1822 av kapten George B. Worth.
På ön finns Earhart Light, en fyr uppkallad efter Amelia Earhart.